# Nineb Youk
Nineb Youk, pseudonimo di Ninab Samir Youkhanna (Botkyrka, 27 giugno 1996), è un rapper svedese.

## Biografia
Nineb Youk è salito alla ribalta col singolo Förbjuden frukt, prima top 40 del rapper nella Sverigetopplistan e certificata doppio platino dalla IFPI Sverige. Ha in seguito inciso l'album in studio Life Is Hard, presentato nel febbraio 2021, classificatosi nella top five svedese e certificato disco d'oro per le 15 000 unità equivalenti.
Anche il secondo LP Ultima Ratio (2023) ha fatto l'ingresso in classifica all'interno dei primi dieci posti. Mina ögon/Ta matia mou, invece, è stato il suo primo ingresso in top ten nella Digital Singles Chart greca, venendo certificato platino dalla IFPI Greece.
L'anno successivo viene reso disponibile per il consumo il terzo disco Två Världar, classificatosi 17º in patria. Ha ricevuto due ulteriori dischi d'oro dal ramo svedese dell'International Federation of the Phonographic Industry.

## Discografia

### Album in studio
- 2021 – Life Is Hard
- 2023 – Ultima Ratio
- 2024 – Två Världar

### EP
- 2017 – Rushen

### Singoli
- 2018 – Alfa (feat. Willow)
- 2018 – Den fina
- 2018 – Förbjuden frukt (con Ricky Rich e Jeano feat. Kids of Revolution)
- 2018 – Dansar med vinden
- 2018 – Va händz ikväll
- 2018 – Ny nivå
- 2019 – Glocken
- 2019 – Fellas
- 2019 – Kontant
- 2019 – Rain (feat. 24K)
- 2020 – Sanningen
- 2020 – Crazy
- 2020 – Diablo (con 2.clock)
- 2020 – Bestie
- 2021 – Kaliber (con Mackan)
- 2021 – Guns & Keys (con R10)
- 2021 – Bang Bang (con 2.clock)
- 2022 – Gatubarn
- 2022 – 100 grader
- 2022 – Corazon
- 2022 – Wine Slow
- 2023 – Rise Up
- 2023 – Duplantis
- 2023 – Bland banditer
- 2023 – Lever
- 2023 – Bad Girl (con Ricky Rich)
- 2023 – Hemlighet
- 2023 – Mina ögon/Ta matia mou (con Jo Lids e Toquel)
- 2023 – Mina tankar
- 2024 – Kall Värld
- 2024 – Ingen vet (con Greekazo)
- 2024 – Solen har fläckar (con Sebastian Stakset)
- 2025 – Georgia
- 2025 – Andas